# Pierre Poivre

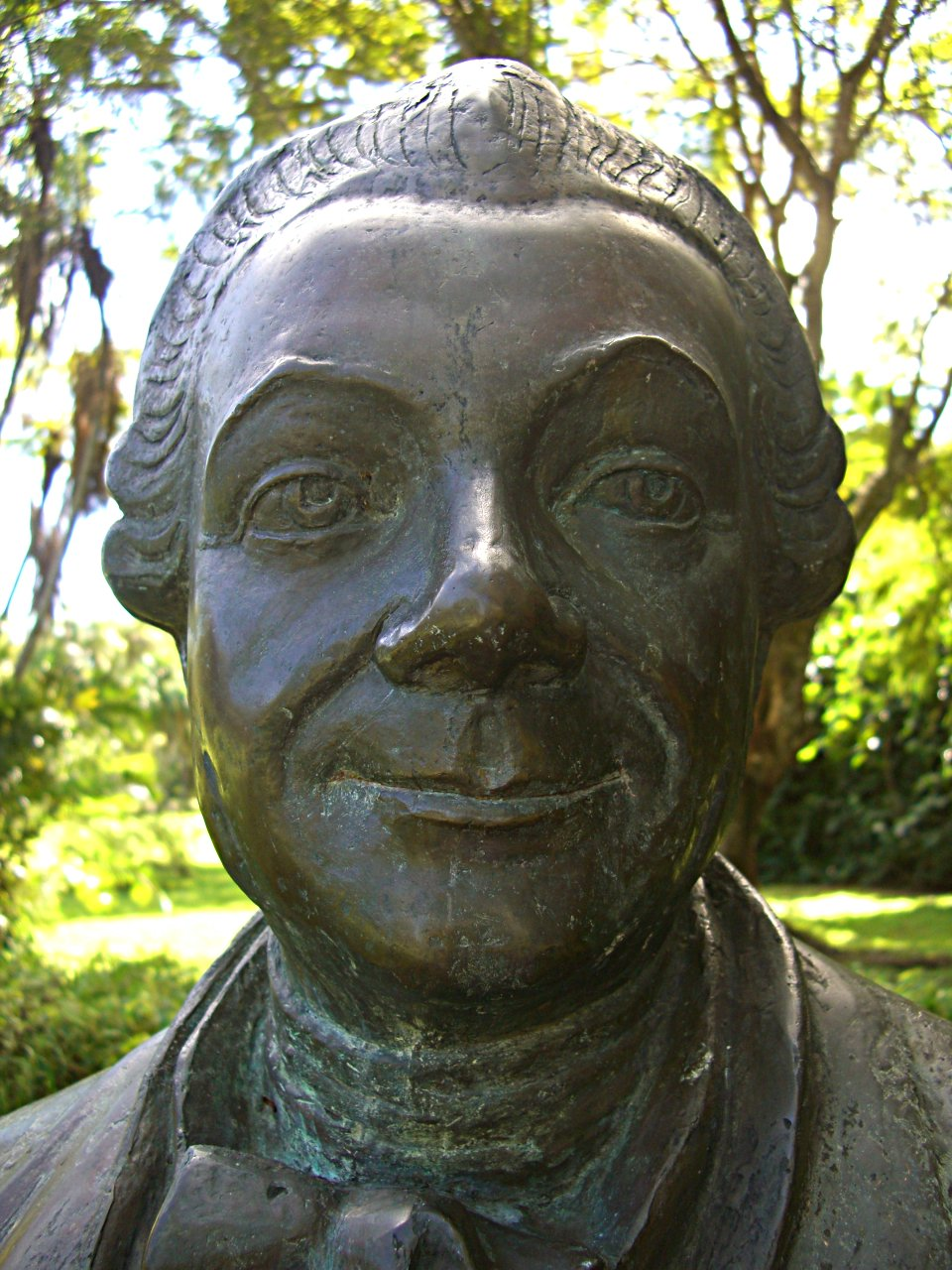
Pierre Poivre

Pierre Poivre (ur. 23 sierpnia 1719 w Lyonie, zm. 6 stycznia 1786) – francuski botanik, misjonarz, zasłużony dla badania flory Wietnamu, Mauritiusa.
Poivre był synem bogatego kupca bławatnego z Lyonu. Do Faifo (dziś Hội An w południowym Wietnamie) przybył w połowie XVIII stulecia jako misjonarz. Wkrótce jednak zrzucił sutannę i zajął się handlem, uzyskując licencję na założenie faktorii w Tourane. Przedsięwzięcie nie powiodło się (przede wszystkim na skutek braku bogatych sponsorów we Francji), za co obarczył winą miejscowych bonzów i postanowił ich „ukarać”. W tym celu skontaktował się z buszującym po okolicznych wodach piratem-arystokratą, Charles’em Hectorem d’Estaing (którego odległym potomkiem jest były prezydent Francji Valery Giscard). W roku 1768 obaj wspólnicy planowali atak na pałac cesarski w Huế, ale pokrzyżowała im te plany burza, która rozpędziła flotyllę d’Estaing. Następnie zamierzali wyszkolić 3-tysięczny oddział, zająć Tourane, a potem wykroić wokół jakąś własną prowincję. Ten pomysł również był nietrafiony, a zniechęcony pirat postanowił przeznaczyć nadwyżkę swej energii na cel zbożniejszy, w związku z czym pożeglował do Ameryki, gdzie przysłużył się Rewolucji skutecznie blokując okręty angielskie pod Nowym Jorkiem. W latach późniejszych Poivre zajmował się badaniami Seszeli i Reunionu. Zmarł w Lyonie.